# IFTTT
IFTTT (acronimo dell'inglese If This Then That, "se questo allora quello"; pronunciato /ɪft/) è un servizio web gratuito (fino a due applet) che permette la creazione di semplici catene di condizioni, chiamate applet. Un'applet viene attivata da altri servizi quali Gmail, Facebook, Instagram o Pinterest e può ad esempio inviare un messaggio e-mail quando l'utente utilizza un hashtag in un tweet oppure può inviare una copia di una foto di Facebook ad un archivio quando l'utente viene contrassegnato (taggato) in essa.
IFTTT è stato creato da Linden Tibbets, Jesse Tane e Alexander Tibbets a San Francisco, California, ed è stato reso disponibile il 7 settembre 2011. Oggi, i servizi di IFTTT sono ampiamente usati e condivisi dai suoi utenti.
In seguito all'applicazione originaria su web, il 10 luglio 2013 è stata pubblicata la versione per iPhone. Questa conteneva i tre canali specifici per iOS Foto, Promemoria e Contatti. Il 3 aprile 2014 è stata pubblicata una versione di IFTTT per iPad nella quale veniva aggiunto il supporto alle notifiche iOS. Poco dopo nello stesso mese, il 24 è stato rilasciato IFTTT per Android.
Il 19 febbraio 2015 IFTTT ha rinominato l'applicazione originaria in IF e rilasciato un nuovo pacchetto di applicazioni chiamate Do. Queste permettono agli utenti di creare scorciatoie alle applicazioni ed azioni personalizzate. Linden Tibbets ha dichiarato che gli utenti di IFTTT "cucinano" circa 20 milioni di "ricette" al giorno. Tutte le funzioni delle app Do sono state integrate in una versione ridisegnata dell'app di IFTTT.
Possibili alternative a IFTTT sono Zapier, Yubnub e Tasker.

## Storia
Il 14 dicembre 2010, il creatore di IFTTT, Linden Tibbet, pubblica sul blog del sito di IFTTT un intervento dal titolo “ifttt the beginning...”, annunciando che il nuovo progetto si sarebbe chiamato "IFTTT". Le prime applicazioni del servizio sono state ideate e create da Tibbets e Jesse Tane, cofondatore di IFTTT.
Il 7 settembre 2011, Tibbets annuncia ufficialmente che IFTTT è disponibile per tutti. Quindi, sul suo blog descrive come IFTTT è stato sviluppato. "Negli ultimi nove mesi i nostri beta tester hanno contribuito generosamente creando più di 100 mila processi che nel complesso sono stati usati più di 25 milioni di volte."
Al 30 aprile 2012 erano stati creati un milione di processi.
Il 10 luglio 2013 viene rilasciato IFTTT per iPhone. Sul blog ufficiale, il team di IFTTT scrive: "Potete creare e usare Recipe per queste cose: scattare istantanee dello schermo, aggiungere nuovi contatti, completare attività e organizzare album di foto."
Nel giugno del 2012 il servizio entra a far parte dell'Internet of Things grazie all'integrazione con i dispositivi Belkin WeMo, permettendo alle Recipe di interagire con il mondo fisico.
Il 3 aprile 2014 vengono rilasciati IFTTT per iPad e iPod touch. Inoltre, gli sviluppatori introducono un nuovo canale per le notifiche iOS.
Il 24 aprile 2014 viene rilasciata la versione di IFTTT per Android. L'applicazione aggiunge sei nuovi canali specifici per Android, tra cui SMS e Device.
Come servizio legato all'Internet of Things, alla fine del 2014 IFTTT è stato valutato circa 170 milioni di dollari, cifra che l'ha reso una delle prime aziende nell'IoT in tutto il mondo.
Il 19 febbraio 2015 IFTTT lancia tre nuove applicazioni. Do Button avvia un'azione quando premuto, Do Camera carica automaticamente la foto su un servizio scelto dall'utente (Facebook, Twitter, Dropbox, ecc.), e Do Notes fa lo stesso di Do Camera, ma con note di testo al posto delle foto.
Nel novembre 2016 le quattro app sono state riassunte in una. Verso dicembre 2016, l'azienda annuncia una partnership con JotForm.
Dall'8 Ottobre 2020 IFTTT è diventato un servizio a pagamento, resta gratuito per l'utilizzo con un massimo di tre applet.
Parte della rendita di IFTTT proviene dai partner della "Piattaforma IFTTT", che pagano una commissione per poter avere i loro prodotti associati al servizio. Tra questi: GE, BMW, Microsoft, Google, Dropbox, The New York Times, Twitter, Slack e Spotify. I partner possono scegliere tra vari abbonamenti mensili, come il "Lite", che è gratis, il "Basic", che ha un costo di 199$ e il piano "Enterprise", che ha un prezzo mensile di 499$.

## Caratteristiche

### Panoramica
I termini usati da IFTTT sono:
- Services (Servizi). Sono i "blocchi di costruzione di base di IFTTT".[21] Descrivono una serie di dati per uno specifico servizio web, come YouTube o eBay. Possono anche riguardare azioni controllate da APIs come gli SMS. Possono anche rappresentare informazioni meteorologiche o di titoli azionari.[22] Ciascun Service ha propri trigger e action.[23]
- Triggers (Inneschi). Corrispondono alla parte "this" di un recipe. Sono gli elementi che avviano un'azione. Per esempio, da un feed RSS (RSS feed) si possono ricevere notifiche basate su una parola o una frase specifica.[3]
- Actions (Azioni). Corrispondono alla parte "that" di un recipe. Sono il risultato di quanto avviato dei trigger.
- Applets. Sono l'insieme formato da trigger e action. Per esempio, il like di una foto in Instagram (trigger) caricherà la foto sull'account Dropbox (action).[21]
- Ingredients (Ingredienti). Sono singoli dati resi disponibili da un trigger. Per esempio, il trigger relativo alle email può restituire l'oggetto, il corpo e la data di ricezione del messaggio, l'allegato e l'indirizzo del mittente.[21]

### Esempi di utilizzo
- IFTTT può automatizzare processi legati ad applicazioni web, per esempio pubblicando uno stesso contenuto su diversi social network.
- Chi opera nel settore del marketing può usare IFTTT per registrare in tempo reale le menzioni a una o più aziende grazie ai feed RSS (RSS feeds).[24]
- Ricevere previsioni meteo personalizzate da Weather Underground e alert dalla World Health Organization in caso di epidemie[25].
- IFTTT ha tantissime applicazioni nella smart home e domotica. Per esempio, è possibile accendere o spegnere luci (o altri dispositivi come condizionatori e TV) compatibili con il servizio, in base alla geolocalizzazione. Cambiare le impostazioni dei dispositivi smart (lampadine, termostati, ecc.) in base alle condizioni atmosferiche o all'orario. Inviare un SMS se un dispositivo smart perde la connessione. IFTTT può anche interagire con gli assistenti vocali Alexa e Google Assistant[26].

## Accoglienza
IFTTT ha ricevuto recensioni positive da parte di Forbes, Time, Wired, The New York Times e Reader's Digest.
Anche la Microsoft ha sviluppato un prodotto simile chiamato Microsoft Flow.